# Santana EC (AP)
Az Santana Esporte Clube, az Amazonas deltájában elhelyezkedő brazíliai Santana városának labdarúgó csapata. Amapá állam első osztályú bajnokságának részt vevője.

## Sikerlista

### Állami
- 7-szeres Amapaense bajnok: 1960, 1961, 1962, 1965, 1968, 1972, 1985